# Manuelarossiïta
La manuelarossiïta és un mineral de la classe dels halurs. Rep el nom en honor de Manuela Rossi, mineralogista i gemmòloga de la Universita' Degli Studi Di Napoli, a Itàlia.

## Característiques
La manuelarossiïta és un halur simple de fórmula química PbCaAlF₇. Va ser aprovada com a espècie vàlida per l'Associació Mineralògica Internacional l'any 2022, i va ser publicada a la revista internacional Mineralogical Magazine per Fabrizio Nestola et al. en el mes de novembre de 2024 amb el títol «Manuelarossiite, CaPbAlF₇, a new fluoride from the Vesuvius volcano, Italy». Cristal·litza en el sistema monoclínic. És una espècie relacionada química i estructuralment amb la calcioaravaipaïta.
L'exemplar que va servir per a determinar l'espècie, el que es coneix com a material tipus, es troba conservat a les col·leccions del Museu Mineralògic Fersmann, de l'Acadèmia de Ciències de Rússia, a Moscou (Rússia), amb el número de registre: 5920/1.

## Formació i jaciments
Va ser descoberta a les fumaroles del Vesuvi, dins el complex volcànic Somma-Vesuvi, a Nàpols (Campània, Itàlia). Aquest indret és l'únic a tot el planeta on ha estat descrita aquesta espècie mineral.